# 天使飛彈
天使飛彈（Gabriel missile，另有直接以單字意義稱呼加百列飛彈、加百利飛彈、迦伯列导弹）為以色列開發的反艦飛彈，它是由榛子地對地飛彈改良而來。

## 開發
以色列從1954年開始在科學兵團的帶領下，開始研發電視導引飛彈，稱為榛子飛彈。它是一個相當具有野心的通用飛彈計畫，包括地對地、空對地、艦對艦模式，空射的設計載台是DC-3運輸機，但因太大亦太複雜，因此只能作為砲兵飛彈運用，然而作為地面支援武器來說它僅有6公里的射程又不堪重任，因此雖然有少量生產，但並不被視為一款成功的武器。
在1959年時，以色列軍方開始把榛子飛彈改裝在埃拉特号驱逐舰進行測試，並在1959年5月18日成功試射，但是電視導引系統用於反艦飛彈上會受到海面天候影響干擾視野，並不適合作為尋標器主要模式，而使用其他尋標器方案又被否決，因此開發雖未終止，但實質陷入頓挫。在驅逐艦上安裝飛彈的計畫在1962年後測試艦改用雅弗號驅逐艦，由於以色列情報單位得知埃及將資源投入在長程地對地飛彈的研發上，同時反艦飛彈開發陷入技術瓶頸，從科學兵團擴編改組的拉斐爾公司被以色列參謀總長Tzvi Tzur下令將公司研發能投入在以色列陸軍需要的地對地飛彈開發上，以色列海軍在1963年將反艦飛彈的計畫移交給以色列航太，此時的以色列航太接收到的是一批半成品，尚未成為真正可用的武器。
以色列航太奉命開發後由公司的Yoram Shapiro、Aaron Shapira和Yaakov Becker等人接手，在Yoram Shapiro的要求下，以色列航太招攬了前拉斐爾公司電子工程師Uri Even-Tov等人接手開發，並且將研發代號改名為天使計劃（Gabriel Plan）。以色列航太雖然維持飛彈氣動外型，但導引機制決定放棄既有方案，改採以雷達高度計作為飛彈控制基礎的架構，並開發出半主動尋標器與導向伺服等，這些設計讓飛彈可以在低空飛行縮短被攔截距離，且飛彈在低高度飛行狀態下不會因訊號不穩而自墜。但引導系統的研發不順，因此計畫開發期程持續延展，但尋標機制在1965年的第三回測試中已經證明可用。
直到1967年的第三次中東戰爭（6日戰爭）埃拉特号驱逐舰被埃及海軍黃蜂級飛彈快艇發射的冥河飛彈擊沉後，以色列開始投入大量資源研發，原型飛彈於1968年完成，首次測試則是在1969年4月7日由雅弗號驅逐艦進行。經過各項測試於1970年8月5日正式服役於以色列海軍，此款反艦飛彈稱為天使一型，在1973年的贖罪日戰爭配合電子干擾成功創下了19:0的佳績，在戰爭中打響名號的天使飛彈獲得多國採用，南非與中華民國在引進後自行生產了仿製的天使飛彈。
在美國、法國、中華人民共和國等國家反艦飛彈逐漸普及化、並釋放技術與成品給世界各國後，許多國家都有生產反艦飛彈的技術，因此天使飛彈在1970年代後外銷一度受挫。至2018年最新的天使五型才得到芬蘭海軍青睞，作為替換RBS-15飛彈的後繼品。

## 衍生型
- 天使二型：天使一型的改良版，更換了部份電子設備並加重彈頭至180公斤，並改良火箭藥柱增加推力，在彈體只增加了1公分的狀況下整體重量大幅增加90公斤，並將射程提高至36公里。
- 天使三型：天使飛彈的第二種改型，1978年推出。除了艦載板外，新增空射型（ Gabriel A/S ）；天使三型彈頭減輕至150公斤，但偵蒐更換成主動雷達尋標器以執行射後不理攻擊模式，在射後不理模式下天使飛彈會接受發射機引導依循固定飛行高度進入可能目標範圍，後開啟雷達進行搜索攻擊目標。因此空射版本射程進一步提昇至60公里，艦射版本為了掠海飛行因此射程仍然維持36公里的範圍。
- 天使四型：自1985年開始研發，1992年開始服役。沿用天使飛彈的編號，但外觀已經幾乎脫離之前型號的範疇，延長彈體為4.7公尺，全重增加至960公斤，尋標器沿襲天使三型，但加裝有效距離50公里的中繼資料鏈，可以在發射後調整飛航計畫，美國智庫戰略與國際研究中心判斷其換裝了國產梭烈4渦輪噴射發動機，射程提升至200公里。[6]它的空射型稱為天使Mk 4LR。它的彈頭更換為240公斤的半穿甲彈，另外也能安裝南非提供的150公斤集束炸彈彈頭（內裝35個子彈頭）。
- 天使五型：自2007年開發的新型號，研發代號稱為先進海軍攻擊飛彈（Advanced Naval Attack Missile），目前已服役，但實際量產時間不明。以色列航太表示該型飛彈將裝有更先進的多光譜尋標器，以適應近海電磁波混雜的背景問題。[7][8]在取得芬蘭海軍競標的公開說明中，提到天使五型具備有效距離長達150公里的雙向資料鏈，射程評估在200－400公里間。

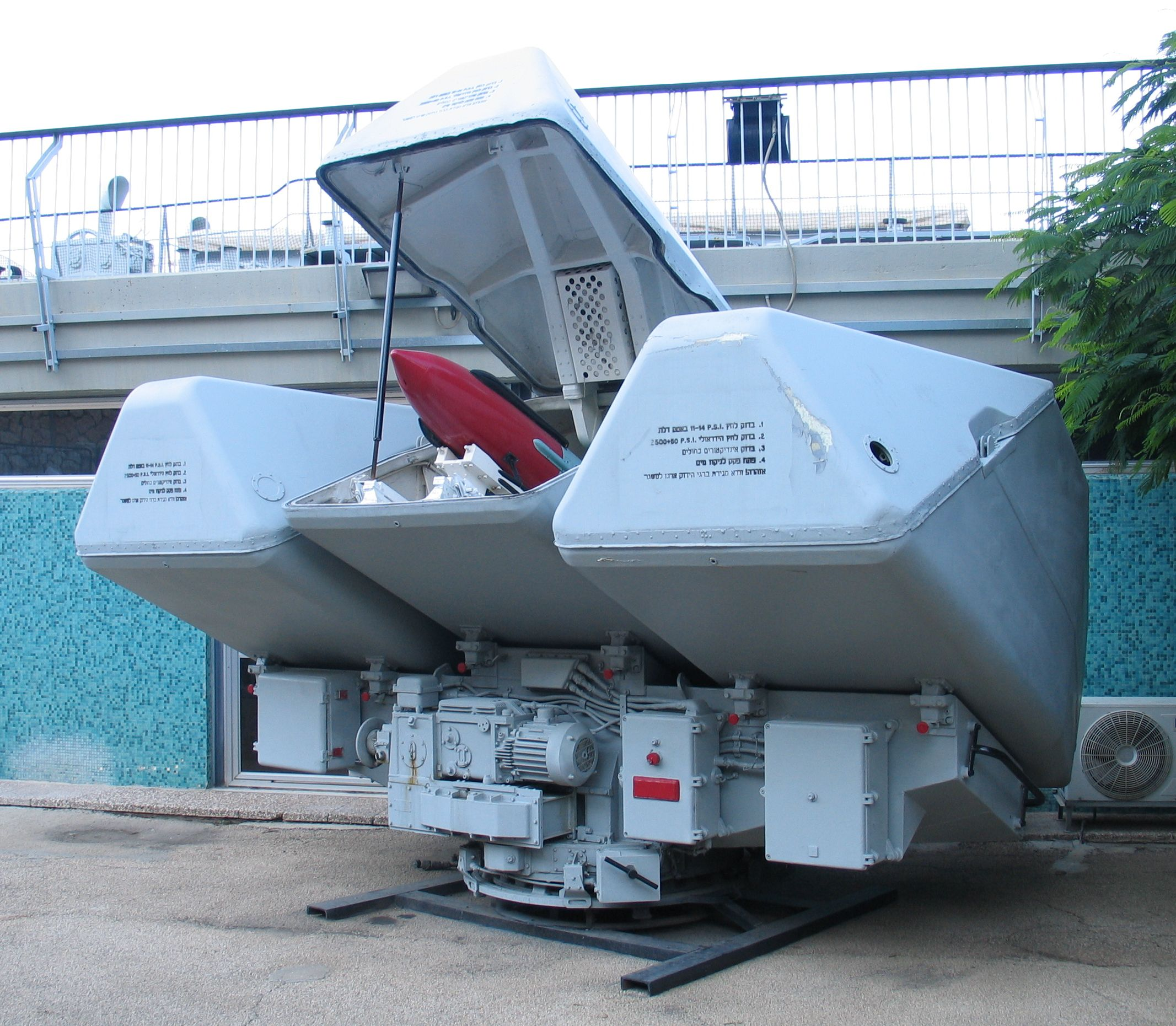
天使飛彈三連裝發射箱